# Pseudiragoides itsova
Pseudiragoides itsova ist ein Schmetterling aus der Familie der Schneckenspinner (Limacodidae).

## Merkmale
Die Männchen erreichen eine Vorderflügellänge von 13 bis 15 Millimeter und haben eine Flügelspannweite von 28 bis 33 Millimeter. Die Fühler sind kurz doppelt gekämmt; die Kämmung reicht fast bis zur Fühlerspitze. Die Falter haben eine rötlich braune Grundfärbung mit tiefroter Tönung an Thorax und Abdomen. Die Vorderflügel sind gestreckt und im Postmedialbereich grau getönt. Ein verschwommener dunkler Fleck befindet sich im Diskalbereich.
Bei den Männchen ist der Uncus an der Spitze schmal und hat einen kräftigen Sporn. Der Gnathos ist schlank. Die Valven sind langgestreckt und nach oben gekrümmt. Sie haben kurze sacculäre Fortsätze, die eine Anzahl nahezu gleich großer kräftiger Sporne besitzen. Die Juxta ist abgeflacht. Der Aedeagus ist nahezu gerade und hat an der Spitze ein Paar nach hinten gerichtete Fortsätze. Der erste Fortsatz ist kurz, ebenso breit wie der Aedeagus und apikal gekrümmt und zugespitzt. Der zweite Fortsatz ist sehr lang, schlank und gekrümmt.
Weibchen und Präimaginalstadien (Entwicklungsstadien vor dem Falter, also Ei, Raupe und Puppe) wurden bisher nicht beschrieben.

### Ähnliche Arten
Pseudiragoides itsova unterscheidet sich von den verwandten Arten durch die rötliche Tönung in der Grundfärbung. Anhand der Genitalien ist bei den Männchen eine Unterscheidung durch das Vorhandensein eines charakteristischen Paares apikaler Fortsätze möglich.

## Verbreitung
Pseudiragoides itsova wurde in China im autonomen Gebiet Guangxi und in den Provinzen Fujian, Hunan und Zhejiang in 1200 bis 2300 Meter Höhe nachgewiesen.

## Biologie
Die Biologie der Art wurde bisher nicht beschrieben.

## Systematik
Der Holotypus ist ein Männchen. Es wurde 2005 rund 100 Kilometer südöstlich von Liuzhou in China in 1200 Meter Höhe gefangen. Es befindet sich im Museum Witt in München.

## Etymologie
Das Artepitheton itsova  steht für it's over und erinnert an die Unterzeichnung eines Vertrages, mit der das Museum Witt den Status einer Abteilung der Zoologischen Staatssammlung München erhielt, um langfristig den Fortbestand der Sammlung zu sichern.